# 大房山
大房山，一作大防岭，又史称小燕山，《山海经》中称“燕山”，太行余脉，在北京市房山区西，主峰猫耳山。
五代后梁贞明三年（917年），契丹国围攻幽州，晋国李嗣源率军赴援，从易州北越过大房岭，金朝贞元三年（1155年），以大房山云峰寺为山陵，迁金太祖、金太宗梓宫到大房山，即北京金代皇陵。

## 延伸阅读
[在维基数据编辑]
 《欽定古今圖書集成·方輿彙編·山川典·大房山部》，出自陈梦雷《古今圖書集成》